# Дуэньяс, Криспин
Криспин Дуэньяс (англ. Crispin Duenas; род. 5 января 1986, Норт-Йорк, Онтарио) — канадский лучник, специализирующийся в стрельбе из олимпийского лука. Участник летних Олимпийских играх 2008 года в Пекине, 2012 года в Лондоне, 2016 года в Рио-де-Жанейро и 2020 года в Токио. Бронзовый призёр чемпионата мира и двукратный чемпион Панамериканских игр.

## Биография
Криспин Дуэньяс родился 5 января 1986 года.Изучал преподавание и физику в Университете Торонто. После этого стал преподавателем.
Начал заниматься стрельбой из лука в возрасте 13 лет в клуба «Лучники Каледона» (англ. Archers of Caledon) в Онтарио. По словам Дуэньяса, стрельба из лука интересовала его с детства.

## Карьера
Первый чемпионат мира для Дуэньяса состоялся в 2005 году в Мадриде, где он проиграл в первых раундах, став 54-м. В 2007 году в Лейпциге на чемпионате мира он дошёл до 1/8 финала в личном турнире и до четвертьфинала в командном.
На летних Олимпийских играх 2008 года в Пекине Дуэньяс в рейтинговом раунде набрал 664 очка, заняв шестнадцатое место. В первом раунде он встретился с Магнусом Петерсоном. На Олимпиаде-2008 ещё использовали систему плей-офф, в которой победитель определялся по серии из 12 выстрелов. В итоге при счёте 108:108 состоялась перестрелка, в которой Петерсон оказался сильнее 19:18. Вместе с Джоном Дэвидом Бёрнсом и Джейсоном Лайоном он также принял участие в командном турнире. Канада занимала 11-е место из 12 участников, и уже в первом раунде проиграла Италии 217:219.
В 2009 году на чемпионате мира в Ульсане стал десятым в личном турнире и двенадцатым в командном. Спустя два года на чемпионате мира в Турине смог дойти лишь до 1/32 финала в индивидуальном первенстве, зато с командой дошёл до 1/8.
На летних Олимпийских играх 2012 года Дуэньяс участвовал только в индивидуальных соревнованиях среди мужчин. В рейтинговом раунде он набрал 678 очков и занял 8-е место, но уже в первом матче плей-офф проиграл Ахмеду Эль-Немру.
На чемпионате мира 2013 года в Анталии завоевал бронзовую медаль в индивидуальном первенстве, а также стал седьмым в командном. На тот момент это были его лучшие результаты, а чемпионат мира в Турции стал уже пятым для Дуэньяса. Спустя два года в Копенгагене, и в личном, и в командном турнире канадец дошёл до 1/8 финала.
Дуэньяс участвовал в индивидуальных соревнованиях среди мужчин на летних Олимпийских играх 2016 года в Рио-де-Жанейро, набрав 669 очков в рейтинговом раунде и заняв 18-е место. В первом раунде он победил олимпийского чемпиона Марко Гальяццо из Италии, но проиграл во втором раунде Заку Гарретту из США.
В 2017 году завоевал бронзовую медаль на этапе Кубка мира в Берлине в личном первенстве. На чемпионате мира в Мехико дошёл до четвертьфинала в личном турнире и занял четвёртое место в командном первенстве. Также выступил в миксте, где стал лишь 21-м.
В 2018 году стал серебряным призёр Панамериканского чемпионата в личном турнире, а с командой вышел в четвертьфинал. Также принял участие в миксте, где занял пятое место.
На Панамериканских играх 2019 года в Лиме завоевал золотую медаль в индивидуальном первенстве, а также стал чемпионом в команде. В миксте занял четвёртое место. На чемпионате мира в Хертогенбосе добрался до 1/8 финала и в личном, и в командном первенстве.
На Олимпийских играх 2020 года в Токио показал наилучший результат в карьере, выйдя в 1/8 финала индивидуального первенства. Дуэньяс победил молдаванина Дана Олару со счётом 6:0 в первом раунде, затем со счётом 6:4 оказался сильнее бронзового призёра предолимпийского чемпионата мира Румана Шана. В третьем раунде проиграл Флориану Каллунду из Германии.